# Club Deportivo Valle de Egüés
El Club Deportivo Valle de Egüés és un club de futbol navarrès amb seu a Eguesibar, a la comunitat autònoma de Navarra. Fundat el 1968, juga a Tercera Federació, i disputa els partits a casa a l'Estadi Sarriguren, amb una capacitat de 2.000 seients.

## Història

### Antecedents
- Club Deportivo Egüés (1968–2000)
- Club Deportivo Valle de Egüés (2000-present)

## Temporada a temporada
| Temporada | Nivell | Divisió    | Lloc | Copa del Rei |
| --------- | ------ | ---------- | ---- | ------------ |
| 1974–75   | 6      | 2a Reg.    | 14è  |              |
| 1975–76   | 6      | 2a Reg.    | 8è   |              |
| 1976–77   | 6      | 2a Reg.    | 12è  |              |
| 1977–78   | 7      | 2a Reg.    | 7è   |              |
| 1978–79   | 7      | 2a Reg.    | 2n   |              |
| 1979–80   | 6      | 1a Reg.    | 8è   |              |
| 1980–81   | 6      | 1a Reg.    | 1r   |              |
| 1981–82   | 5      | Reg. Pref. | 12è  |              |
| 1982–83   | 5      | Reg. Pref. | 6è   |              |
| 1983–84   | 5      | Reg. Pref. | 8è   |              |
| 1984–85   | 5      | Reg. Pref. | 11è  |              |
| 1985–86   | 5      | Reg. Pref. | 6è   |              |
| 1986–87   | 4      | 3a         | 13è  |              |
| 1987–88   | 4      | 3a         | 15è  |              |
| 1988–89   | 4      | 3a         | 12è  |              |
| 1989–90   | 4      | 3a         | 15è  |              |
| 1990–91   | 4      | 3a         | 11è  |              |
| 1991–92   | 4      | 3a         | 11è  |              |
| 1992–93   | 4      | 3a         | 4t   |              |
| 1993–94   | 4      | 3a         | 16è  |              |

| Temporada | Nivell | Divisió | Lloc | Copa del Rei |
| --------- | ------ | ------- | ---- | ------------ |
| 1994–95   | 4      | 3a      | 13è  |              |
| 1995–96   | 4      | 3a      | 9è   |              |
| 1996–97   | 4      | 3a      | 7è   |              |
| 1997–98   | 4      | 3a      | 13è  |              |
| 1998–99   | 4      | 3a      | 10è  |              |
| 1999–2000 | 4      | 3a      | 7è   |              |
| 2000–01   | 4      | 3a      | 5è   |              |
| 2001–02   | 4      | 3a      | 5è   |              |
| 2002–03   | 4      | 3a      | 6è   |              |
| 2003–04   | 4      | 3a      | 2n   |              |
| 2004–05   | 4      | 3a      | 1r   |              |
| 2005–06   | 4      | 3a      | 3r   | Preliminary  |
| 2006–07   | 4      | 3a      | 1r   |              |
| 2007–08   | 4      | 3a      | 6è   | Segona ronda |
| 2008–09   | 4      | 3a      | 8è   |              |
| 2009–10   | 4      | 3a      | 7è   |              |
| 2010–11   | 4      | 3a      | 3r   |              |
| 2011–12   | 4      | 3a      | 12è  |              |
| 2012–13   | 4      | 3a      | 11è  |              |
| 2013–14   | 4      | 3a      | 6è   |              |

| Temporada | Nivell | Divisió | Lloc    | Copa del Rei |
| --------- | ------ | ------- | ------- | ------------ |
| 2014–15   | 4      | 3a      | 12è     |              |
| 2015–16   | 4      | 3a      | 7è      |              |
| 2016–17   | 4      | 3a      | 13è     |              |
| 2017–18   | 4      | 3a      | 11è     |              |
| 2018–19   | 4      | 3a      | 16è     |              |
| 2019–20   | 4      | 3a      | 10è     |              |
| 2020–21   | 4      | 3a      | 3r / 6è |              |
| 2021–22   | 5      | 3a RFEF | 11è     |              |
| 2022–23   | 5      | 3a Fed. | 1r      |              |
| 2023–24   | 4      | 2a Fed. | 17è     | Segona ronda |
| 2024–25   | 5      | 3a Fed. |         |              |

- 1 temporada a Segona Federació
- 35 temporades a Tercera Divisió
- 3 temporades a Tercera Federación /Tercera División RFEF

## Jugadors destacats
- Pablo Orbaiz